# John Hanning Speke
John Hanning Speke (Bideford, Devon, 4 de mayo de 1827 - Somerset, 15 de septiembre de 1864) fue un oficial del ejército británico de la India y explorador de África. Se le asocia principalmente con la búsqueda del nacimiento del Nilo y fue el primer europeo en llegar al lago Victoria. Hizo tres viajes de exploración a África. También fue el creador de la "hipótesis camita", una de las principales causas sospechosas del Genocidio de Ruanda.

## Biografía

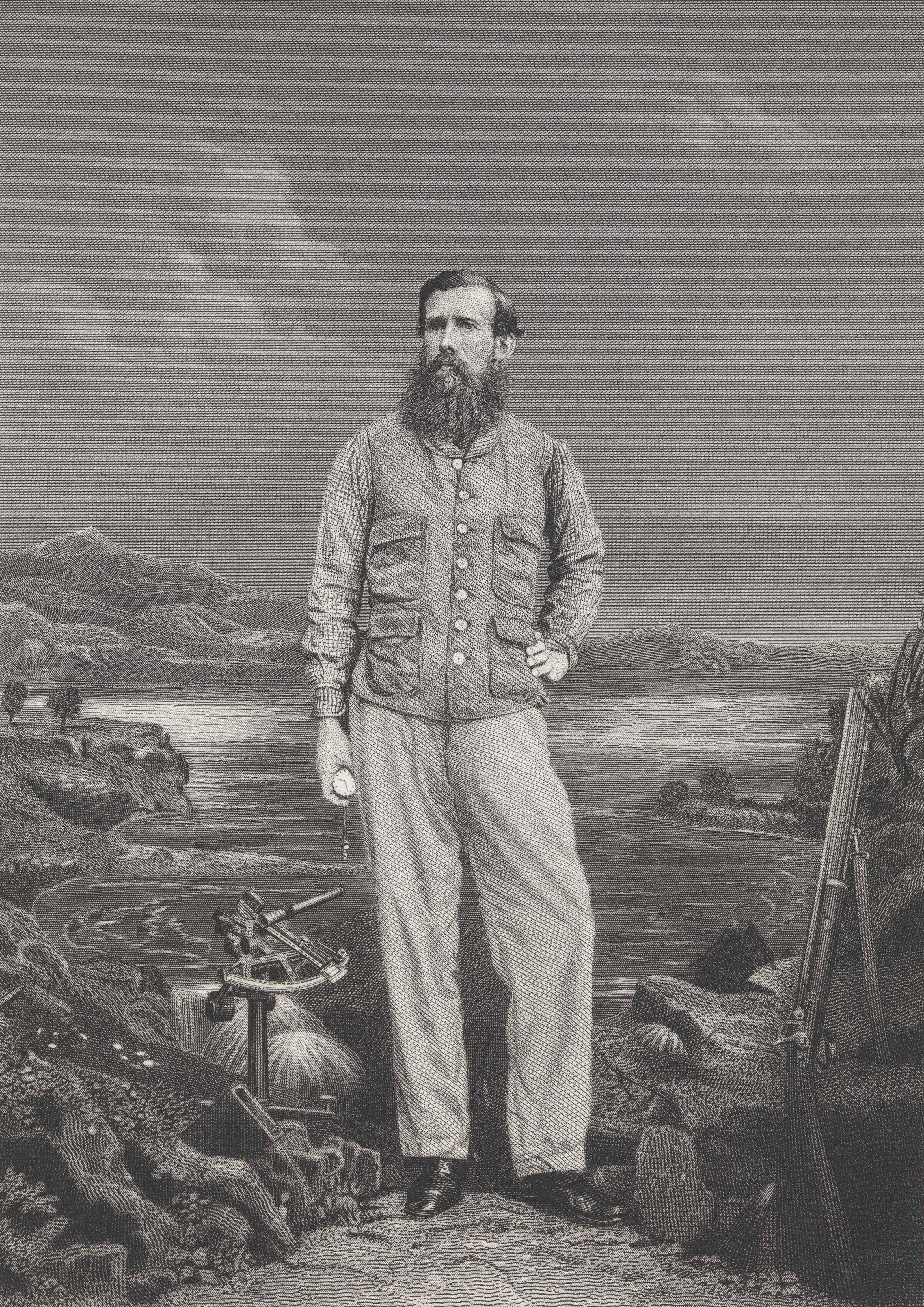
Speke, de una fotografía original de Southwell Brothers, circa 1863

### Primeros años
En 1844 fue comisionado en el Ejército de Bengala y destinado a la India Británica, donde sirvió durante la campaña del Punyab y durante la Primera Guerra Anglo-Sikh. Fue ascendido a teniente en 1850 y a capitán en 1852. Pasó sus vacaciones explorando las montañas del Himalaya y en una ocasión cruzó el Tíbet. 

### Primer viaje a África
En 1854 hizo su primer viaje a África, llegando a Adén para pedir permiso al residente político de este puesto avanzado británico para recolectar especímenes en Somalia para el museo de historia natural de su familia en Somerset. El permiso fue rechazado, ya que Somalia se consideraba bastante peligrosa. Speke pidió entonces unirse a una expedición a punto de partir hacia Somalia liderada por el famoso explorador Richard Francis Burton. Speke fue aceptado porque había viajado solo a regiones remotas, tenía experiencia en la recolección y preservación de especímenes de historia natural y había realizado prospecciones astronómicas. 
Inicialmente, el grupo se dividió con Burton yendo a Harar, en Abisinia, y Speke a Wadi Nogal en Somalia. Luego, ya juntos, viajaron a Berbera, en la costa de Somalia, desde donde querían adentrarse en el interior hacia Ogadén. Mientras acampaban a las afueras de Berbera, fueron atacados por la noche por unos doscientos somalíes con lanzas. Durante esta pelea, Speke se agachó bajo la solapa de una tienda para tener una vista más clara de la escena, y Burton pensó que se estaba retirando y le pidió a Speke que se mantuviera firme. Speke así lo hizo y luego cargó hacia adelante con gran coraje, disparando a varios atacantes. El malentendido sentó las bases de sus posteriores disputas y aversiones. Burton y Speke resultaron heridos. La expedición supuso una grave pérdida financiera, y Speke regresó  a Inglaterra en mayo de 1859.   

### Búsqueda de la fuente del Nilo
En 1858, Speke y Burton viajaron a África Oriental para descubrir los Grandes Lagos, cuya existencia se rumoreaba en el centro del continente. Se esperaba que la expedición localizara el nacimiento del Nilo. El viaje, que partió de la isla de Zanzíbar en junio de 1857, fue extremadamente agotador y ambos contrajeron diversas enfermedades tropicales al adentrarse en el continente. La mayor parte del trabajo diario de exploración lo realizaba una fuerza laboral numerosa, diversa y cambiante, compuesta por porteadores, soldados, guías y cocineros.
En noviembre de 1857, habían viajado cerca de mil kilómetros y llegaron a Tabora, donde descansaron y se recuperaron entre los traficantes de esclavos árabes que tenían allí un asentamiento. Burton enfermó gravemente y Speke quedó ciego temporalmente mientras viajaban más al oeste. Después de un arduo viaje, llegaron a Ujiji en febrero de 1858 y se convirtieron en los primeros europeos en llegar al lago Tanganica, aunque Speke estaba parcialmente ciego y no podía ver bien el lago. Decidieron explorar el lago, pero Burton estaba demasiado enfermo para viajar, y Speke cruzó el lago con una pequeña tripulación y algunas canoas. Durante este viaje, Speke, sufrió gravemente al quedar sordo temporalmente después de que un escarabajo se le metiera en el oído e intentara sacárselo con un cuchillo. Speke tuvo que regresar y no pudo explorar el lago adecuadamente y ambos viajeros pensaron equivocadamente que un río fluía del algo desde el lado norte.   
Unas semanas más tarde, el explorador y guía Sidi Mubarak Bombay confirmó a través de informadores locales que el río desembocaba en el lago; sin embargo, como ninguno de los dos exploradores vio realmente este río, esto siguió siendo motivo de especulación.

### Primer viaje al lago Victoria

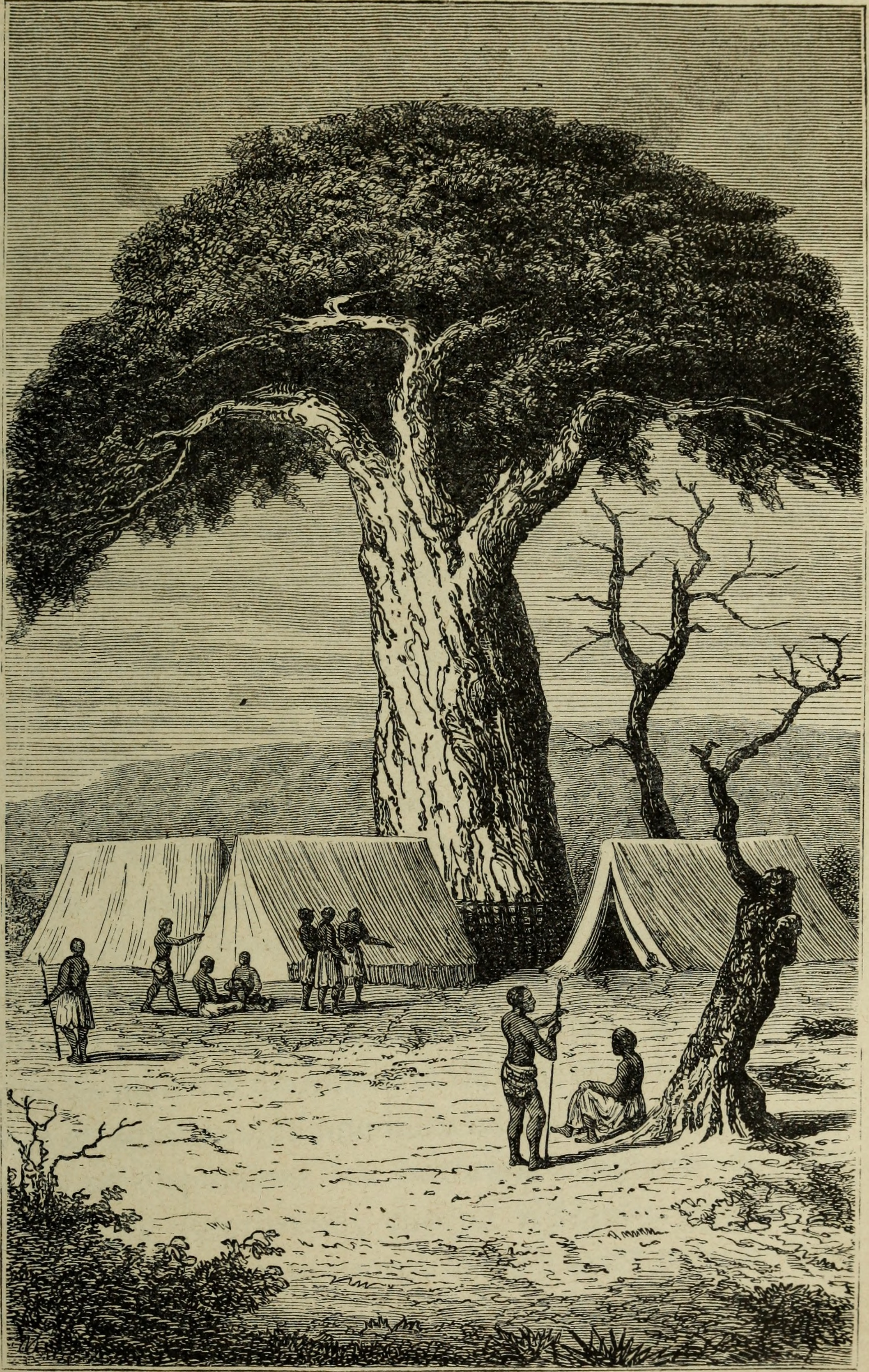
Campamento en iOugogo, de la obra Les sources du Nil, voyage des capitaines Speke & Grant (1867)

Los exploradores habían oído hablar de un segundo lago al noreste, y en mayo de 1858 decidieron explorarlo en su regreso a la costa oriental de África. Burton estaba demasiado débil para hacer el viaje, así que se quedó en el campamento cuando la caravana se detuvo de nuevo en Tabora. Speke siguió el viaje durante 47 días y el 30 de julio de 1858 se convirtió en el primer europeo en ver el lago Victoria, en honor a la monarca británica, la reina Victoria. Fue este lago el que finalmente resultó ser la fuente del río Nilo. Sin embargo, gran parte del equipo de reconocimiento de la expedición se había perdido, por lo que preguntas vitales sobre la altura y la extensión del lago no podían responderse fácilmente. A Speke aún le molestaban los ojos y solo veía una pequeña parte del extremo sur del lago, por lo que no pudo calcular bien su tamaño. 
La relación entre Speke y Burton nunca fue buena. Burton consideraba a Speke inferior en cuanto a idiomas y un viajero menos experimentado en regiones remotas, pero el propio Burton era mucho menos capaz de conectar con la caravana y mantener la expedición motivada y en movimiento. Speke disfrutaba de la caza y, por lo tanto, proveía de carne a la caravana, pero Burton no estaba muy interesado en tales actividades. Burton fue nombrado jefe de la expedición y consideraba a Speke el segundo al mando, aunque ambos parecían haber compartido las dificultades y los trabajos del viaje de forma bastante equitativa. Una vez que se hizo evidente que Speke podría haber encontrado el nacimiento del Nilo, la relación se deterioró aún más. No está claro por qué Burton no regresó al lago Victoria con Speke para realizar un mejor reconocimiento del lago después de que Speke regresara al campamento base en Taborah. Burton estaba incapacitado y tendría que haber sido llevado por porteadores, pero esto había sido así durante gran parte del viaje. 

### Regreso y debate sobre el origen del Nilo

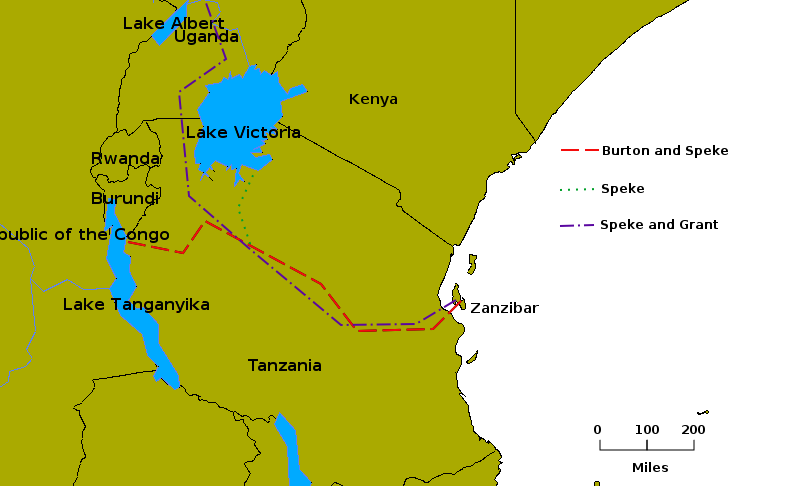
Rutas de las expediciones de Burton y Speke y de Speke y Grant

En septiembre de 1858, iniciaron el viaje de regreso desde Tabora ya que sus licencias militares estaban a punto de finalizar. Speke y Burton sufrieron graves enfermedades y tuvieron que ser llevados en litera por los porteadores durante gran parte del camino. Una vez que Speke y Burton regresaron a la costa, fueron en barco a Zanzíbar y luego viajaron a Adén. Viajaron a Inglaterra por separado, Speke llegó primero a Londres y, a pesar de un acuerdo previo entre ellos según el cual ambos darían juntos su primer discurso público, Speke ofreció una conferencia en la Real Sociedad Geográfica en la que proclamó que su descubrimiento, el lago Victoria, era la fuente del Nilo. Cuando Burton llegó a Londres se encontró a Speke celebrado como un héroe y sintió que su papel quedaba reducido al del compañero enfermo. Más aún, Speke estaba organizando otras expediciones a la región en las que, desde luego, no planeaba llevar a Burton.
En los meses que siguieron, Speke intentó constantemente dañar la reputación de Burton, llegando al extremo de proclamar que este había tratado de envenenarlo durante la expedición. Entretanto, Burton argumentaba contra la declaración de Speke acerca de haber descubierto las fuentes del Nilo diciendo que sus evidencias no eran concluyentes y las mediciones de Speke eran imprecisas. Burton se volvió contra la teoría de que el lago Victoria era la fuente del Nilo y dijo que el río que fluye desde el lado norte del lago Tanganica era la fuente.
Los celos y las acusaciones entre ambos hombres se intensificaron, avivados por sus respectivos círculos de amistad y personas que se beneficiarían de la disputa, como editoriales y periódicos. Burton seguía extremadamente débil, y no logró presentar argumentos convincentes para liderar una segunda expedición para resolver los asuntos pendientes sobre el Nilo. La ruptura se amplió, y quizás se volvió irreversible, cuando Speke fue elegido para liderar una expedición posterior en lugar de Burton. 

### Segundo viaje al lago Victoria

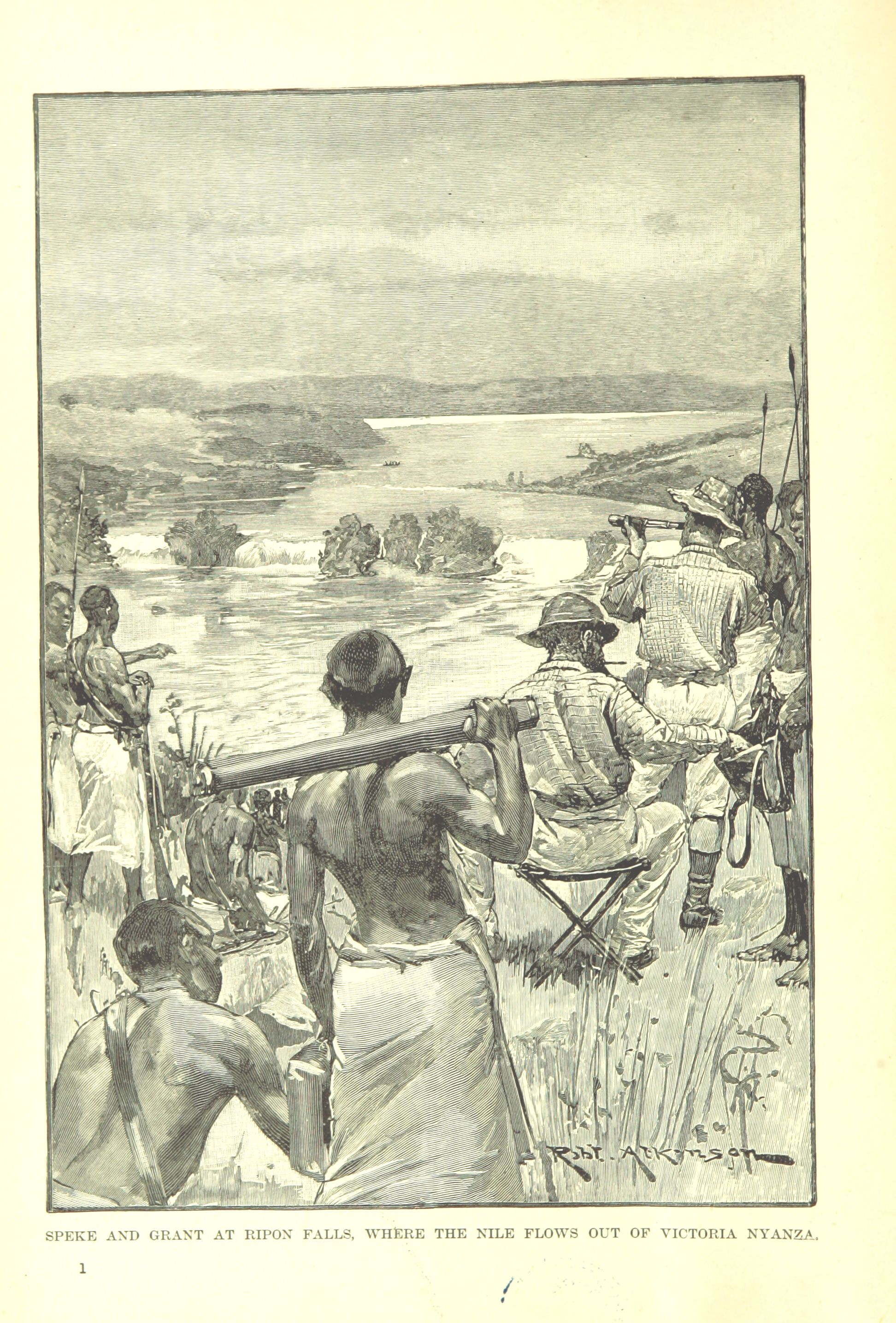
Speke y Grant en las cataratas Ripon, del libro de 1892 The Story of Africa and its Explorers

Junto con James Augustus Grant, Speke partió de Zanzíbar en octubre de 1860. La expedición se aproximó al lago Victoria desde el suroeste, pero Grant enfermaba a menudo y no podía viajar con Speke la mayor parte del tiempo. Los traficantes de esclavos árabes habían creado una atmósfera de gran desconfianza hacia cualquier extranjero que entrara en África central, y la mayoría de las tribus huyeron o lucharon al encontrarlos, ya que asumían que todos los forasteros eran esclavistas potenciales. Al carecer de una gran cantidad de armas y soldados, lo único que pudo hacer la expedición fue hacer ofrendas de paz a los lugareños, pero sufrieron graves retrasos y sus suministros se agotaron por las demandas de regalos y tarifas de pasaje por parte de los caciques locales. Después de numerosos meses de retrasos, Speke llegó por segunda vez al lago Victoria en julio de 1862, y luego viajó por el lado oeste alrededor del lago, pero solo lo vio de vez en cuando. En el lado norte del lago, Speke encontró el Nilo fluyendo desde él y descubrió las cataratas Ripon.
Los registros de la Sociedad Misionera de la Iglesia Local indican que Speke tuvo una hija durante su estancia en la corte de Muteesa I el kabaka (o Rey) de Buganda. Durante su estancia en la corte, Speke recibió dos niñas de unos 12 y 18 años y parece que mantuvo relaciones sexuales con ambas, antes de entregar a la menor a otro hombre. Speke se enamoró de la mayor, Meri, según sus diarios, que fueron censurados al publicarse posteriormente como libros. Si bien Meri se mantuvo leal a Speke, Speke se divorció de ella en abril de 1862, después de que ella desafiara sus órdenes respecto al sacrificio de una cabra. Aunque Meri visitó a Speke varias veces después de este incidente, la pareja no se reconcilió. 
Finalmente, tras recibir permiso de Muteesa para partir en junio de 1862, Speke viajó Nilo abajo, reuniéndose con Grant. Debido a las restricciones de viaje impuestas por los caciques locales, las guerras tribales y la dificultad del terreno, Speke no pudo cartografiar todo el curso del Nilo desde el lago Victoria hacia el norte. No está claro por qué no se esforzó más, pero las enormes dificultades del viaje debieron de ser un factor importante. En enero de 1863, Speke y Grant llegaron a Gondokoro, en el sur de Sudán, donde se encontraron con Samuel y Florence Baker. Speke esperaba encontrarse con John Petherick y su esposa Katherine en Gondokoro, ya que la Real Sociedad Geográfica los había enviado al sur por el Nilo para reunirse con Speke y Grant. Sin embargo, los Petherick no estaban allí, sino en una expedición paralela para comerciar con marfil, ya que se habían quedado sin fondos. Esto generó resentimiento entre Petherick y Speke, y Baker intervino para asumir un papel más importante como explorador y codescubridor del Nilo. Speke, gracias a uno de los barcos de Baker, continuó hasta Jartum, desde donde envió un célebre telegrama a Londres: «El Nilo está resuelto».
Sin embargo, la expedición de Speke no resolvió el problema. Burton afirmó que, dado que Speke no había seguido el curso del Nilo desde su desembocadura en el lago Victoria hasta Gondokoro, no podía estar seguro de que se tratara del mismo río. 

### Últimos años

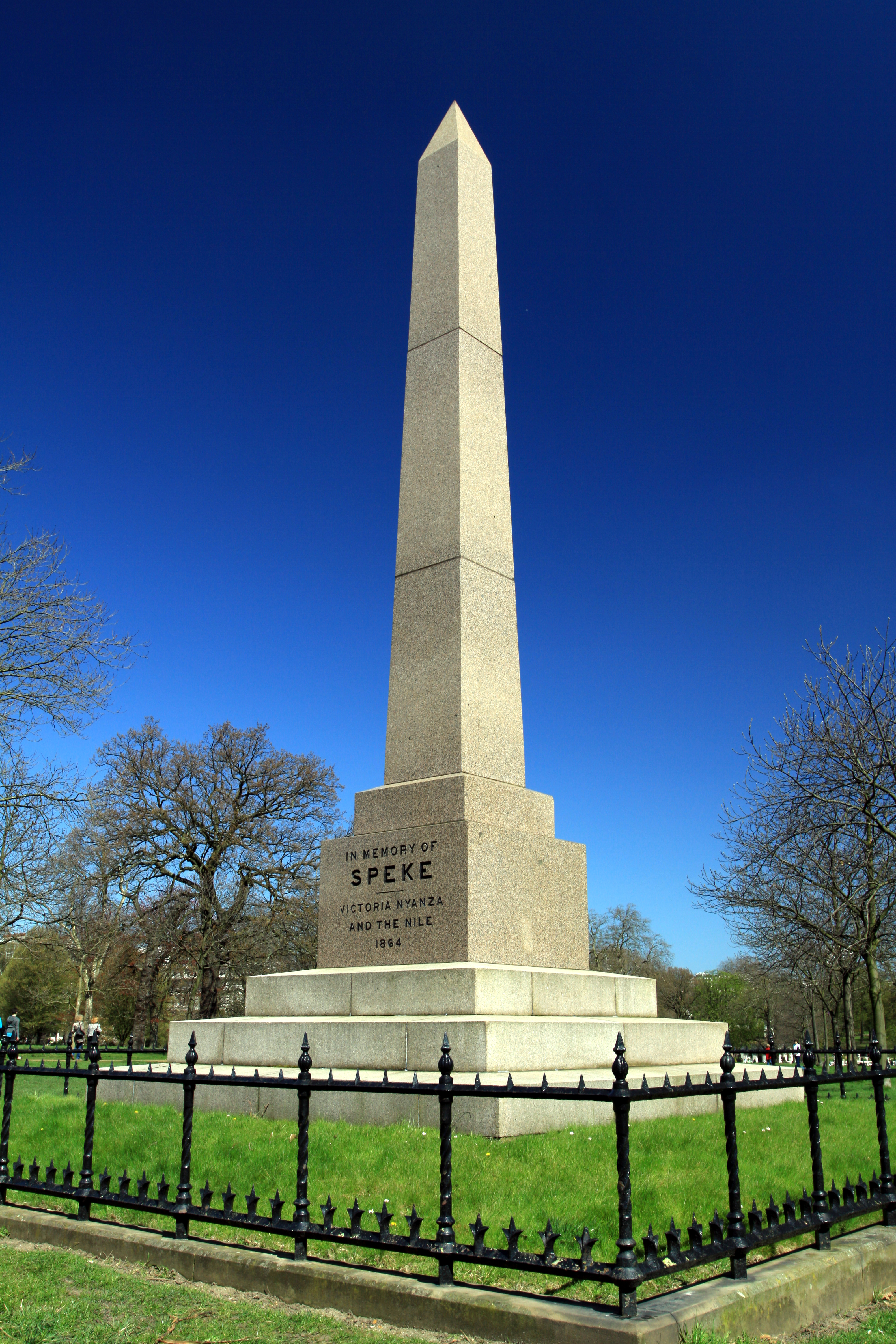
Monumento a Speke en Kensington Gardens, Londres

Speke y Grant regresaron a Inglaterra, donde llegaron en junio de 1863 y fueron recibidos como auténticos héroes. Sin embargo, esto no duró mucho en el caso de Speke pues aumentaron las disputas con Burton, un orador muy convincente y un escritor talentoso que se mostró implacable en sus críticas. La discusión con Burton se originó a raíz de que Burton creía que el Nilo nacía en el lago Tanganica, pero Speke le dijo que no podía ser, porque este lago estaba por debajo del nivel del lago Victoria y que el agua no podía subir, determinó el incremento de nivel, en unos 360 m. Este cálculo lo basó en la diferencia de la temperatura de ebullición del agua en ambos lugares. Años más tarde Henry Morton Stanley demostró que Speke tenía razón.
Speke se había comprometido a escribir un libro, lo cual le resultó difícil y le llevó mucho tiempo, ya que no era un escritor talentoso por naturaleza. Quizás por ello no presentó un informe completo y preciso a la Real Sociedad Geográfica durante muchos meses, por lo que no defendió bien sus descubrimientos. Además, Speke mantuvo una disputa pública con los Petherick, quienes, en general, habían actuado según las instrucciones de la Real Sociedad Geográfica, pero Speke sentía que no lo habían hecho.
Todo esto llevó a Roderick Murchison, presidente de la Real Sociedad Geográfica, a sentir antipatía por Speke, y una tercera expedición, liderada por él, se hacía cada vez menos probable. La Real Sociedad Geográfica solicitó un debate público entre Speke y Burton para intentar dilucidar el origen del Nilo. 
El debate entre Speke y Burton se programó en Bath para el 16 de septiembre de 1864, pero Speke murió la tarde anterior por una herida de bala, posiblemente autoinfligida con su propio rifle, mientras cazaba en Wiltshire. Una investigación concluyó que la muerte fue accidental, pero Burton y otros difundieron la idea del suicidio, afirmando que Speke temía el debate. 

## En la Ciencia
- La abreviatura «Speke» se emplea para indicar a John Hanning Speke como autoridad en la descripción y clasificación científica de los vegetales.[2]